# Eleutherodactylus michaelschmidi
Espèce
Statut de conservation UICN

 EN B1ab(iii)+2ab(iii) : En danger
Eleutherodactylus michaelschmidi est une espèce d'amphibiens de la famille des Eleutherodactylidae.

## Répartition
Cette espèce est endémique de la province de Santiago de Cuba à Cuba. Elle se rencontre de 160 à 408 m d'altitude sur le versant nord de la Sierra Maestra.

## Étymologie
Cette espèce est nommée en l'honneur du généticien allemand Michael Schmid.

## Publication originale
- Díaz, Cádiz & Navarro, 2007 : A new rock dwelling frog of the genus Eleutherodactylus (Amphibia: Leptodactylidae) from Eastern Cuba, with comments on other species with similar habits Zootaxa no 1435, p. 51–68.